# Suffløsen
Suffløsen es una película de comedia dramática noruega de 1999 dirigida por Hilde Heier. Fue la presentación oficial de Mejor Película en Lengua Extranjera de Noruega en la 72.ª edición de los Premios de la Academia, pero no logró recibir una nominación.